# Kim Yo-han
Kim Yo-Han (Hangul: 김요한; Hanja: 金曜汉; Hán Việt: Kim Diệu Hán, sinh ngày 22 tháng 9 năm 1999) là một nam ca sĩ, diễn viên Hàn Quốc, thành viên của nhóm nhạc nam WEi trực thuộc công ty OUI Entertainment. Anh ấy là center của nhóm nhạc nam dự án Hàn Quốc X1 được thành lập thông qua chương trình truyền hình thực tế sống còn Produce X101 mùa 4 của kênh truyền hình Mnet. Yohan đã ra mắt solo với đĩa đơn "No More" dành tặng Yorangdan vào ngày 25 tháng 8 năm 2020. Vào ngày 5 tháng 10 năm 2020, Yohan chính thức ra mắt cùng nhóm nhạc WEi với mini-album đầu tay Identity: First Sight và bài hát chủ đề Twilight.

## Trước khi ra mắt
Kim Yo-han sinh ra tại Jungnang-gu, Seoul, Hàn Quốc, trong một gia đình có 5 thành viên gồm bố, mẹ, anh và 2 em gái. Anh sinh ra trong một gia đình có truyền thống Taekwondo nên Yohan từng là vận động viên thể thao Taekwondo tiềm năng (đã học Taekwondo 13 năm) trước khi quyết tâm theo đuổi âm nhạc, bản thân anh từng 2 lần vô địch tại Đại hội thể thao trẻ toàn quốc.
Kim Yo-han đã học tại trường Tiểu học Jungrang, sau đó để theo đuổi Taekwondo anh đã chuyển sang trường Tiểu học Hwibong. Yohan cũng từng học tại trường Trung học Junghwa và trường Cấp 3 Thể dục thể thao Seoul. Anh đang theo học khoa thể chất của trường Đại học Sangmyung, với năng khiếu Taekwondo đặc biệt khi đã chiến thắng hai giải Taekwondo nam cấp quốc gia.

## Sự nghiệp

### 2019: Tham dự Produce X101 & ra mắt cùng X1
Yohan là thực tập sinh duy nhất của OUI Entertainment được gửi đi tham dự Produce X101, mặc dù khi đó mới thực tập được 3 tháng. Anh cũng là thực tập sinh đầu tiên đạt hạng A vòng đánh giá xếp lớp với "Come Back To Me" của Se7en. Được đánh giá là một thí sinh thể hiện được tài năng ở tất cả các kỹ năng hát, nhảy, rap đồng thời cũng gây ấn tượng bằng sự chăm chỉ, năng lượng và hòa đồng cùng các thực tập sinh khác. Thứ hạng trong bảng xếp hạng luôn nằm trong top 5.
Nhờ hội tụ cả tài năng, ngoại hình và tính cách mà anh đã xuất sắc đạt được hạng nhất trong đêm chung kết và được ra mắt với tư cách là center của nhóm chiến thắng X1.
Vào ngày 27/8, Kim Yo-han chính thức ra mắt cùng X1 với MV 'FLASH' nằm trong album đầu tay Quantum Leap và đã đạt được rất nhiều thành tích. Cùng ngày, nhóm tổ chức một buổi ra mắt tại Gocheok Sky Dome. Tuy nhiên, nhóm tan rã vào đầu năm 2020 do bê bối gian lận phiếu bầu từ Mnet. Vào ngày 5/11, Ahn Joon-young, nhà sản xuất của Produce X 101 đã bị bắt và sau đó thừa nhận đã thao túng phiếu bầu

### 2020: Sự nghiệp solo và ra mắt với WEi
Vào ngày 4/2/2020, OUI Entertainment xác nhận anh sẽ thủ vai chính trong School 2020 dự kiến lên sóng vào tháng 8. Tuy nhiên tới tối ngày 10/4, đài KBS tuyên bố sẽ rút lui trong việc rút khỏi việc sản xuất School 2020. Quyết định này được đưa ra sau khi dự án này dính scandal loại bỏ nữ chính mà không có bất cứ thảo luận nào trước đó. Bên phía ê-kíp sản xuất School 2020 đã có tuyên bố chính thức: "Chúng tôi hiện đang thảo luận sản xuất School 2020 với những định hướng khác. Việc sản xuất vẫn được thực hiện mà không có trở ngại nào. Chúng tôi dự định sẽ có quyết định về việc casting diễn viên cuối cùng và chính thức bắt đầu quá trình sản xuất sau đó". Trước đó,  Ahn Seo Hyun đã đơn phương rút khỏi School 2020 do mâu thuẫn với các nhân viên và nhà sản xuất. Ngay sau đó, truyền thông cũng báo cáo rằng bố của Ahn Seo Hyun đã lên tiếng thay cho con gái và nói rằng cô bé bị ép buộc phải rời khỏi bộ phim.
Vào ngày 17 tháng 6, Oui Entertainment thông báo họ sẽ ra mắt nhóm nhạc nam mới "OUIBOYZ" vào nửa cuối năm . Kim Yo-han dự kiến sẽ là một phần của nhóm này, cùng với các thành viên khác là Kim Dong-han, Jang Dae-hyeon và Kang Seok-hwa. Vào ngày 10 tháng 7, Oui Entertainment công khai các tài khoản mạng xã hội cho nhóm nhạc nam mới "WEi" và Kim Yo-han đã được xác nhận là thành viên của nhóm.
Ngày 25 tháng 7, anh làm MC tại Dream Concert CONNECT:D ngày 1 cùng với Leeteuk và Kim Do-yeon.
Vào ngày 5 tháng 10, anh ra mắt với WEi với mini album IDENTITY: First Sight, với ca khúc chủ đề "Twilight".

### 2021- nay:
Vào ngày 2/3/2021, Kim Yo-han trở thành một trong những người dẫn chương trình âm nhạc của "The Show" cùng với Yeosang của Ateez và Jihan của Weeekly.
Anh tham gia dàn diễn viên của chương trình tạp kỹ Chick High Kick cùng với HaHa và Na Tae-joo.
Kim Yo-han chính thức đảm nhận vai chính đầu tay với phần tiếp theo của series học đường nổi tiếng School 2021.

## Danh sách đĩa nhạc

### Album nhóm
| STT  | Ngày phát hành  | Tên album                           | Bài hát | Sale                                                    | Chú thích |
| 2019 | Ngày 27 tháng 8 | 비상: QUANTUM LEAP (1st mini album) | - Stand up (Intro) - FLASH (Title) - 웃을 때 제일 예뻐 (Like Always) - 괜찮아 (I'm Here For You) - U Got It (X1 ver.) - 움직여 (Move) (X1 ver.) (Prod. by ZICO) - _지마 (X1-MA) (X1 ver.) (CD only) | - KOR: 657,888 - JPN: 54,029 (Phy.) - JPN: 2,685 (Dig.) | X1        |

### Album cá nhân
| Album        | Chi tiết album                                                                                     | Vị trí trên bảng xếp hạng | Sales         |
| " ILLUTION " | - Released: January 10, 2022 - Label: Oui Entertainment - Formats: CD, digital download, streaming | Gaon Music Chart          | - KOR: 55,194 |
| " ILLUTION " | - Released: January 10, 2022 - Label: Oui Entertainment - Formats: CD, digital download, streaming | 3                         | - KOR: 55,194 |

### Bài hát đơn
| Năm                                                                                     | Tên           | Xếp hạng cao nhất | Chú thích    |
| Năm                                                                                     | Tên           | KOR               | Chú thích    |
| 2019                                                                                    | To My World   | —                 | Produce X101 |
| 2019                                                                                    | Dream For You | —                 | Produce X101 |
| "—" biểu thị bài hát không có xếp hạng hoặc chỉ được trình diễn trực tiếp trên sân khấu |               |                   |              |

### MV
| Năm  | Tên MV | Ngày phát hành | Album                   | Chú thích |
| 2019 | FLASH  | 27/8/2019      | Emergency: Quantum Leap | Cùng X1   |
|      |        |                |                         |           |

## Các hoạt động khác

### Phim truyền hình
| Năm  | Tên                     | Kênh     | Vai diễn            | Chú thích      |
| ---- | ----------------------- | -------- | ------------------- | -------------- |
| 2009 | Queen Seondeok          | MBC      | Child               | Extra          |
| 2020 | Zombie Detective        | KBS2     | Skin cream CM model | Cameo (Tập 1)  |
| 2020 | To Us Who Was Beautiful | Kakao TV | Cha Heon            | Nam chính      |
| 2021 | Mouse                   | KBS      | Bệnh nhân ghép não  | Cameo (Tập 20) |
| 2021 | School 2021             | KBS2     | Gong Ki-joon        | Nam chính      |

### Chương trình truyền hình
| Năm                   | Kênh                     | Tên                                              | Tập, Ngày phát sóng                                | Vai trò                         | Chú thích                                         |
| Trước khi ra mắt      |                          |                                                  |                                                    |                                 |                                                   |
| 2019                  | Mnet                     | Produce X 101                                    | Cả mùa (Thứ 6 hàng tuần từ 3/5/2019 đến 19/7/2019) | Thực tập sinh OUI Entertainment | Xếp hạng nhất chung cuộc, ra mắt cùng X1          |
| 2019                  | Mnet                     | Produce X 101: CAMPICK                           | 1 tập (10/7/2019)                                  | Thực tập sinh OUI Entertainment | Vlive                                             |
| Sau khi debut cùng X1 |                          |                                                  |                                                    |                                 |                                                   |
| 2019                  | Youtube, V Live, NaverTV | X1 FLASH                                         | 1 - 2 (22-29/8/2019)                               | Thành viên X1                   | Thứ năm hàng tuần, bắt đầu từ 22/8/2019           |
| 2019                  | TvN                      | Nhà tù thần tượng (Prison life of fools)         | 25 (Phần 1: 31/8/2019 Phần 2: 7/9/2019)            | Khách mời                       | Cùng Kim Wooseok và Song Hyeongjun (X1)           |
| 2019                  | JTBC                     | Idol Room                                        | 66 (3/9/2019)                                      | Khách mời                       | Cùng X1                                           |
| 2019                  | JTBC                     | Hãy ăn tối cùng nhau (Let's eat dinner together) | 143 (4/9/2019)                                     | Khách mời                       | Cùng Kim Wooseok (X1)                             |
| 2019                  | Mnet                     | TMI News                                         | 13 (11/9/2019)                                     | Khách mời                       | Cùng Han Seungwoo, Son Dongpyo và Nam Dohyon (X1) |
| 2020                  | MBN                      | Naturally                                        |                                                    | Khách mời                       | _                                                 |
| 2020                  | MBC                      | Oh! My Part, You                                 |                                                    | Khách mời                       | _                                                 |
| 2020                  | SBS F!L                  | Eating Out                                       |                                                    | Khách mời                       | _                                                 |
| 2020                  | KBS2                     | War of Villains                                  | 25/4/2020 - 25/7/2020                              | Thành viên                      | _                                                 |
| 2021                  | SBS                      | Inkigayo                                         | 24/01/2021                                         | MC đặc biệt                     | _                                                 |
| 2021                  | MBC every1               | Korean Foreigners                                | 6/6/2021                                           | Khách mời                       | _                                                 |
| 2021                  | MBN                      | Chick High Kick                                  | 3/5/2021 - 11/7/2021                               | Thành viên                      | _                                                 |
| 2021                  | MBC                      | Point of Omniscient Interfere                    | 22/5/2021, 29/5/2021                               | Khách mời                       | _                                                 |
| 2021                  | MBC                      | Cứu tôi! Holmes                                  | 15/8/2021                                          | Khách mời                       | _                                                 |
| 2022                  | MBC M , MBC every1       | Weekly Idol                                      | 23 tháng 3                                         | MC đặc biệt                     | _                                                 |
| 2022                  | MBC M , MBC every1       | Weekly Idol                                      | 13 tháng 4                                         | MC đặc biệt                     | _                                                 |
| 2022                  | KSB                      | Fun Staurant                                     | Chưa phát sóng                                     | Khách mời                       | Cùng Kim Dong Han                                 |

### Radio
| Năm  | Ngày tháng | Kênh      | Tên chương trình           | Chú thích |
| 2019 | 05/09      | MBC Radio | Idol Radio                 | Cả nhóm   |
| 2019 | 06/09      | SBS FM    | Choi Hwa Jung's Power Time | Cả nhóm   |
| 2019 | 19/09      | SBS FM    | Late Night Idol            | Cả nhóm   |

### Tạp chí
| Năm  | Tên         | Số phát hành      |
| ---- | ----------- | ----------------- |
| 2020 | @star1      | Tháng 3           |
| 2020 | Elle Korea  | Tháng 4           |
| 2020 | K-POP Pia   | Tháng 4 (vol.11)  |
| 2020 | Nylon Korea | Tháng 5           |
| 2020 | TenStar     | Tháng 5           |
| 2020 | 1st Look    | Tháng 5 (vol.194) |
| 2021 | Elle Korea  | Tháng 9           |

### Giải thưởng
| Năm  | Lễ trao giải     | Giải thưởng       | Tác phẩm                         | Kết quả   |
| 2021 | KBS Drama Awards | Best New Actor    | School 2021                      | Đoạt giải |
| 2021 | KBS Drama Awards | Best Couple Award | School 2021 cùng với Cho Yi-hyun | Đoạt giải |